# Sierra de la Robla
La sierra de la Robla es una sierra volcánica del municipio de Casarabonela, en la provincia de Málaga, situado en el macizo de Ronda.

## Aspecto
Es un achatado y erosionado cono volcánico, con pequeñas coladas de lava que va hacia el E. Hay un pequeño valle que es el antiguo cráter del volcán

## Vulcanismo
Como todo el macizo de Ronda, está compuesta de peridotitas